# Трифонов, Филипп
Филипп Трифонов (болг. Филип Трифонов; 4 мая 1947, София — 6 января 2021, там же) — болгарский актёр театра и кино. С 1971 года снялся более чем в тридцати фильмах. Самая выдающаяся роль Трифонова — один из его первых фильмов «Мальчик превращается в мужчину», вышедший на экраны в 1972 году. Почётный гражданин Софии (2017).

## Биография
Получил среднее образование в Софии. Окончил Институт театрального искусства имени Крастя Сарафова (1973), где обучался актерскому мастерству для драматического театра в классе Апостола Карамитева. Прошёл военную службу (1965—1967) в Армейской школе высшего спортивного мастерства «Чавдар» г. София по специальности «Горнолыжный спорт».
Работал помощником оператора на СИФ «Бояна» (1967—1969).
Служил актером в Драматическом театре «Н. Ю. Вапцаров» в Благоевграде (1973—1976), в Софийском театре (1976—1978), театре «Бояна» (1978—1990), Государственном театре сатиры (2005—2011), Национальном театре имени Ивана Вазова (2011—2017) и Театр 199.
Член Союза кинематографистов Болгарии (1973).
Выступил соучредителем «Естественного театра Трифонова и Гундерова». Театр является новаторским с точки зрения существующей театральной практики в Болгарии. Созданный в 1990-х годах, он ставит роль автора главной. Текст является решающим для самоконструирующейся структуры актёра, который является одновременно и автором, и актёром. Претензии на «вхождение в роль» и «представление образа» через актёрские воплощения заменены интерпретацией собственного текста автора и вытекающими из него мотивами и вариациями.
Трифонов и Гундеров создают собственные произведения («Западная Германия — родина моя», «Она», «Памид», «Фиаско», «Светлые чтения», «Завещание Марко Тотева» и др.), которые интерпретируют в театрах или других местах («За аллеей, за шкафом», «Жёлтая корова», «Паркетная лавка» и др.) и не отказываются от принципов «живого текста», реагирующего на все обстоятельства и нередко дополняющего его новое. Из-за постоянных нововведений в текстах каждый спектакль воспринимается как некая «репетиция со зрителями». Создатели такого типа театральной формы говорят, что «живой театр безусловно отличается от хорошо поставленных спектаклей, похожих на людей в гробах», и часто критикуют «официальный театр», в котором «сценический дым не может скрыть фальшь и манерность».
Спектакли часто начинаются с лекции об основных принципах их направления искусства, согласно которым «естественный театр — для эстетов, а искусственный — для искусствоведов». Продолжительность отдельных представлений варьируется в зависимости от «количества забытого актёром текста» или «согласно расписанию общественного транспорта, что поможет зрителям не пропустить последний общественный транспорт дня». Антракт начинается после конца спектакля, чтобы «зрители могли подумать, что смотрели спектакль целиком, а на самом деле остались в середине».
К удивлению зрителей, в конце спектаклей для принятия финальных поклонов приглашается случайный зритель из зала, а телефонные звонки зрителям во время представления не запрещены, с единственным условием «говорить по телефону не шепотом, а в полный голос, чтобы сделать его разговор доступным для всех в зале, чтобы присутствующие тоже могли к нему присоединиться».
Театр также создает оригинальные версии классических произведений, таких как «Аудиенция», «Позор», «Покорение Северного полюса», «Три мушкетера» и другие.
Авторские спектакли были показаны в ряде европейских столиц (Будапешт, Прага, Словакия, Австрия), а также в Канаде (Торонто, Монреаль) и России.
Профессор Божидар Манов, заведующий кафедрой кинематографии Национальной академии театрального и киноискусства, рассказал, что Филипп Трифонов в 5-6 фильмах 1970-х создал самостоятельный образ в пантеоне киногероев — мальчика. Не случайно имя закрепилось за ним не только из-за названия фильма «Мальчик уходит».
В 1971 году Георгий Дюльгеров пригласил его в короткометражный фильм-новеллу «Экзамен» по рассказу Николая Хаитова.
Его персонаж — тоже мальчик в другое историческое время, в другом культурном контексте, в другом конфликте. Это уже говорит о том, что есть такой персонаж, который существует во все времена и эпохи и развивается благодаря таким знаковым примерам. За великолепным фильмом «Мальчик уходит» по сценарию Георгия Мишева и режиссером Людмилом Кирковым последовал фильм «Перепись диких кроликов» режиссера Эдуарда Захариева.
В том же году Ирина Акташева и Христо Писков сняли фильм «Как песня», о другом историческом времени — после 9 сентября 1944 года другие конфликты, другие социальные и политические характеристики, но там он снова мальчик, мальчик со своей особой чистотой. Филипп Трифонов повторяет это в «Оркестре без имени» режиссера Людмилы Кирковой, по сценарию Станислава Стратиева 1981 года, то есть это десятилетие, когда он снимает фильмы, символизирующие поколение, и создает образ мальчика как образ поколения. «Филипп преуспел в своей игре. У него сдержанное с виду лицо, но кинематограф любит таких актёров, такое поведение на крупных планах и с очень сдержанным юмором, спасибо, конечно, его авторам. Хочу подчеркнуть, что он создал образ мальчика как символ поколения, но за этим образом стоят авторы, талантливые сценаристы, я упомянул Георгия Мишева, Станислава Стратиева, таких режиссеров, как Людмил Кирков и Эдуард Захариев. Актёр перед камерой и перед экраном даёт своим героям лицо, характер, душу, судьбу и поэтому остаётся мальчиком с большой буквы. Меня не удивило, что все средства массовой информации в эти дни выступили с каламбуром „Мальчик ушёл“».
Его фраза из фильма «Мальчик уходит»: «Одна боза на шесть стотинок» остается культовой для поколений
Филипп Трифонов умер от сердечного приступа на 74-м году жизни 6 января 2021 года, последние месяцы своей жизни провёл на свежем воздухе и в покое на своей вилле в ловечском селе Балгарене. Прощание прошло 9 января в Церкви Святых Седьмочисленников.
Имел двоих детей, дочь — Александра Трифонова, учёный-византолог, сын — Мартин Трифонов, скульптор.

## Фильмография
- 1973 — «Перепись диких кроликов»